# Антонеску, Йон
Йо́н (Ион) Антоне́ску (рум. Ion Victor Antonescu; 2 [14] июня 1882, Питешти, Королевство Румыния — 1 июня 1946, Жилава, Королевство Румыния) — румынский государственный и военный деятель, Маршал Румынии, диктатор Румынии как премьер-министр и кондукэтор (аналог фюрера или дуче, рум. conducătorul, conducător) в 1940—1944 годах. Пришёл к власти благодаря государственному перевороту при поддержке фашистской партии «Железная гвардия», которую впоследствии распустил; во время Второй мировой войны его правительство вступило в военно-политический блок «оси», на стороне которого участвовало в войне против СССР и организации Холокоста в Румынии и на оккупированных ей территориях. Свергнут в ходе переворота в 1944 году.

## Биография

### Начало военной карьеры
Ион Антонеску родился 2 (14) июня 1882 года в Питешти, королевство Румыния, в семье крупного землевладельца, бывшего военнослужащего. После окончания 8 классов обучался в военном училище, которое окончил с отличием, как и Военную школу пехоты и кавалерии в Бухаресте в 1902—1904 годах, Специальную кавалерийскую школу в Тырговиште в 1905—1906 годах, Высшую военную школу в Бухаресте в 1911—1913 годах. После окончания Первой мировой войны обучался в Военной академии Сен-Сир во Франции.
Ион Антонеску принимал участие в подавлении крестьянских восстаний 1907 и 1918 годов в Галаце, за что удостоился от крестьян прозвища «Красная собака» (рум. câinele roșu, из-за рыжего цвета волос и проявленной жестокости). В частности, в Галаце в 1907 году капитан Антонеску приказал артиллерийской батарее выстрелить по толпе протестующих, что привело к гибели 26 человек. Ответственность Антонеску за этот приказ признал даже его бывший секретарь (работал у него в 1940—1944 годах), который оставил о нем воспоминания (с положительной оценкой Антонеску), опубликованные в 1950 году на французском языке.

### Участие в войнах
Во время Второй (Межсоюзнической) Балканской войны в 1913 году Ион Антонеску руководил оперативным отделом штаба 1-й кавалерийской дивизии. В 1914 году стал командиром эскадрона кавалерийской школы. К началу Первой мировой войны Антонеску дослужился до должности начальника оперативного отдела IV корпуса.
После вступления Румынии в Первую мировую войну на стороне Антанты, Антонеску работал в штабах в составе Северной армии. 1 ноября 1916 года повышен до звания майора и назначен начальником оперативного отдела штаба армии. Воевал под командованием генерала Константина Презана, участвовал в разработке боевых операций в Восточных Карпатах, под Бухарестом и в битве при Мэрэшешти. В ходе войны получил репутацию квалифицированного и прагматичного военного.
В 1919 году Ион Антонеску принимал активное участие в боях против Венгерской советской республики. За значительный вклад во взятие Будапешта и поражение Венгерской Красной армии, подполковник Антонеску был награждён орденом Михая Храброго.
Тогда же Антонеску начал свою политическую деятельность, опубликовав в 1919 году к открытию Парижской мирной конференции работу под названием «Румыны. Их происхождение, прошлое, жертвы и права» (Бухарест, 1919), которую охарактеризовал как «Очень краткий анализ стремлений Румынии, ради которых страна истекала кровью более десяти веков». Эта работа решительно поддерживала территориальные претензии Румынии на весь регион Банат, который был обещан ей в августе 1916 года специальным договором, заключённым по случаю вступления страны в Первую мировую войну.
В марте 1920 года новый премьер-министр Румынии генерал Александру Авереску предложил направить Антонеску военным атташе в Париж. Это предложение было сначала отвергнуто из-за неблагоприятного отзыва французского военного советника в Бухаресте, генерала Виктора Петена, который охарактеризовал Антонеску крайне негативно, назвав его «чрезвычайно гордым человеком, шовинистом и ксенофобом». Однако в 1923 году Ион был назначен румынским атташе в Париже, с 1926 года — в Лондоне, а позднее — в Брюсселе.

### Карьера и приход к власти
После возвращения в Румынию в 1927 году Ион Антонеску был назначен начальником кавалерийской школы, а вскоре — командующим Высшей военной школы, занимая этот пост в 1927—1930 годах. В 1928 году он стал генеральным секретарём Министерства национальной обороны, будучи сначала командиром полка, а позже — бригады. В 1933 году Антонеску назначен начальником Генштаба румынской армии, спустя год став командиром дивизии. В 1937 году он возглавил Министерство обороны страны. Помимо этого, в течение многих лет Антонеску входил в состав румынских делегаций на международных конференциях.
Тем не менее, уже через 3 месяца нахождения на посту министра Антонеску был арестован по распоряжению короля Кароля II. Поводом послужило резкое высказывание Антонеску по поводу морального облика короля и его фаворитки Елены Лупеску в марте 1938 года. Но вскоре генерал был освобождён и переведён с понижением в должности командующим IV корпусом на севере Румынии.
В дальнейшем король Кароль II принял ряд решений, поставивших крест на его и без того шаткой популярности: в 1938 году он приказал тайно казнить арестованного ранее лидера военизированного политического движения «Железная гвардия» Корнелиу Кодряну и 13 его сторонников. Годом позже санкционировал передачу Бессарабии и Северной Буковины СССР, а также передачу территорий Венгрии (по Второму Венскому арбитражу) и Болгарии (по Крайовскому мирному договору). Эти события, воспринятые многими жителями Румынии как национальное унижение, стали возможны в силу того, что король Кароль II, продолжая ориентироваться на Англию, подверг свою страну двойному прессингу как со стороны СССР, так и нацистской Германии. К тому, же Кароль II изначально был монархом весьма сомнительной легитимности: отстранённый своим отцом от престолонаследия за многочисленные любовные похождения, он в 1930 году узурпировал трон у собственного малолетнего сына, распустив управлявший от его имени регентский совет.
В этой ситуации Ион Антонеску, публично протестовавший против решений короля, 5 сентября 1940 года был назначен премьер-министром «национального легионерского правительства», в состав которого вошли не только его военные сторонники, но и представители фашистского движения «Железная гвардия», основанного Корнелиу Кодряну, и возглавляемого после его гибели Хорией Симой. Уже на следующий день Антонеску потребовал от Кароля II отречься от престола в пользу его сына, Михая I. Выполнив это требование, король Кароль II покинул страну. Михай I, которому было на тот момент 18 лет, формально сохранил королевскую власть, но фактически лишился всех полномочий.

### Альянс с гитлеровской Германией

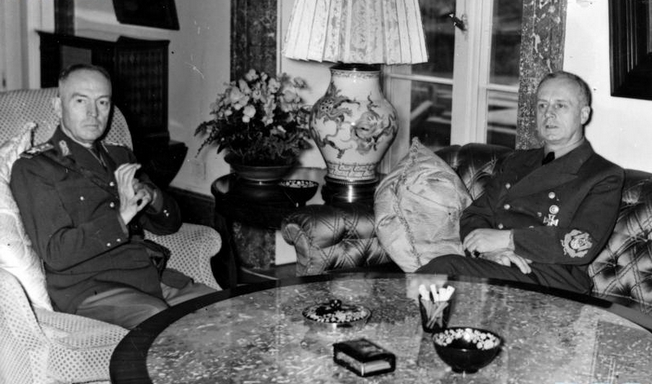
Встреча Антонеску и Риббентропа в ноябре 1940 года

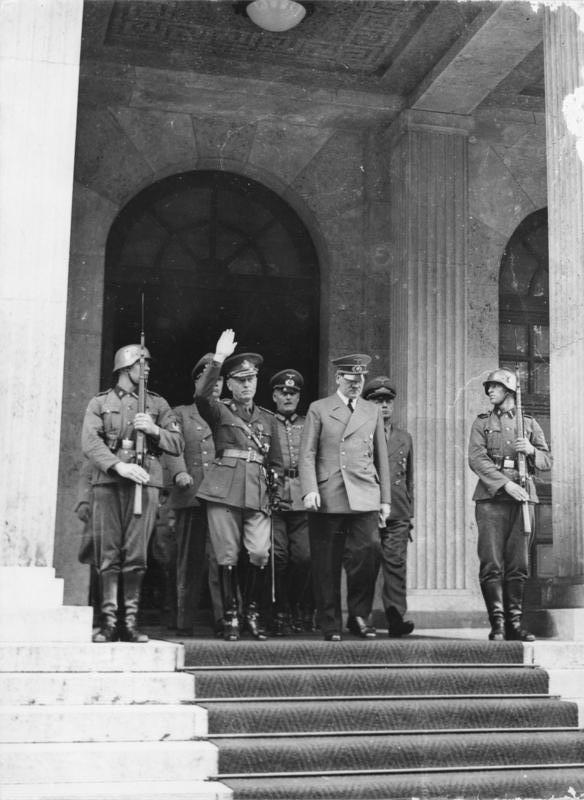
Антонеску и Гитлер в Фюрербау. Мюнхен, 10 июня 1941 года

Уже в сентябре 1940 года в Румынию прибыла германская военная миссия, а в Плоешти для охраны нефтяных разработок были направлены части германских 13-й мотопехотной и 16-й танковой дивизий.
Также Ион Антонеску отменил действие Конституции и усилил репрессии против оппозиции. К сентябрю 1940 года в Румынии было создано 35 концлагерей. Румыния была объявлена «национал-легионерским государством», а «Железная гвардия» — её правящей партией.

### Разрыв с «Железной гвардией» и установление диктатуры
Однако вскоре после прихода к власти Антонеску отношения между бывшими соратниками обострились. Уже в конце октября 1940 года он был вынужден принимать меры к обузданию развёрнутого «Железной гвардией» террора. Его взаимоотношения с Хорией Симой становились всё более и более напряжёнными. В конце ноября 1940 года в государстве возник кризис, вызванный всплеском террора, развязанного «легионерами», в ходе которого были убиты их политические противники, в том числе и видные государственные деятели: бывший премьер-министр Николае Йорга, экс-министры Вирджил Маджару, Георге Арджешану, Виктор Яманди. Антонеску предпринял попытку удалить легионеров из правительства, но, по просьбе Адольфа Гитлера, отказался от своего намерения. Однако, 30 ноября 1940 года он объявил о роспуске легионерской полиции (что фактически не было исполнено), а три дня спустя издал предписание о принятии строгих мер в связи с самоуправством железногвардейцев. На встрече с Гитлером в Берлине, состоявшейся 14 января 1941 года, Антонеску, в конце концов, заручился его поддержкой в борьбе с «Железной гвардией».
20 января 1941 года «Железная гвардия», уповавшая на поддержку Германии, подняла мятеж. Но Гитлер сделал ставку на Антонеску, и тот 22 января подавил выступление, ликвидировав «Железную гвардию». 23 января около 8 000 легионеров были задержаны, осуждены и приговорены к различным наказаниям, а Хория Сима бежал в Германию. Все участники организации были сняты с должностей, а в состав правительства попали исключительно приверженцы Антонеску. Одновременно Антонеску был провозглашён руководителем государства — «кондукэтором» (от рум. conducătorul, conducător — «вождь») и верховным главнокомандующим румынской армии.
Вскоре Антонеску установил в стране режим личной власти, основу которой составляла армия, полностью его поддерживавшая. Он упразднил гражданские права и свободы, ликвидировал политические партии, отменил разделение ветвей власти, ввёл управление посредством указов — законов. Кондукэтор открыто поддерживал антисемитские и ультранационалистические настроения. 23 ноября 1940 года он подписал акт присоединения Румынии к Тройственному пакту, сделав при этом заявление, в котором указал на «органическую и естественную связь» между «легионерами», НСДАП и итальянскими фашистами. Затем он провёл переговоры с генерал-фельдмаршалом Вильгельмом Кейтелем относительно реорганизации и повышения боеспособности румынской армии. 4 декабря было подписано румыно-германское соглашение о претворении в жизнь 10-летнего плана экономического сотрудничества, предусмотренного договором от 25 марта 1939 года.
По требованию Германии, Антонеску организовал депортацию около 40 000 румынских евреев в германские концлагеря. При этом было конфисковано их имущество на сумму около $40 млн. Позднее, во время Великой Отечественной войны, он санкционировал аресты евреев на присоединённой к Румынии советской территории (в частности, в Одессе).

### Военные действия против СССР

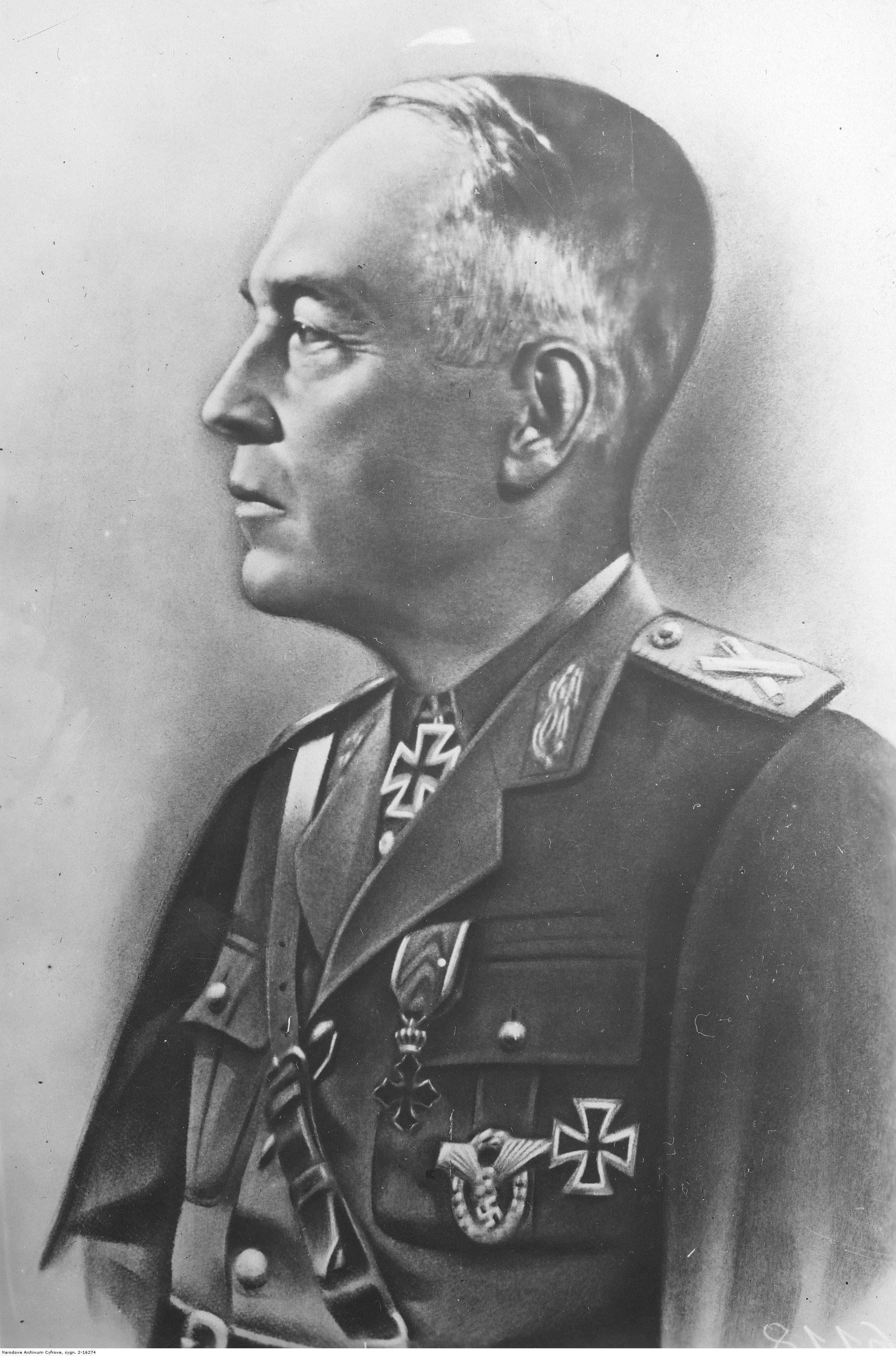
Официальный портрет 1942 года

Пользуясь сильными антисоветскими настроениями в Румынии, вызванными присоединением к СССР территорий Бессарабии и Северной Буковины, Антонеску поддержал военные действия Германии против СССР под лозунгом «священной войны за национальное воссоединение».
В течение первой половины 1941 года на территории Румынии была создана армейская группировка из 11-й германской, 3-й и 4-й румынских армий, предназначенная для войны против СССР.
10—12 июня 1941 года Антонеску провёл переговоры с Гитлером в Мюнхене. Из стенограммы этих обсуждений: «В конце был затронут вопрос о Верховном командовании Румынии. Фюрер объяснил Антонеску, что он (фюрер) намеревается позволить ему предстать перед румынским народом в качестве верховного главнокомандующего».
22 июня 1941 года Румыния вступила в войну против СССР на стороне Германии. Румынские войска, перешедшие в наступление 1 июля 1941 года, в тактическом отношении были подчинены командованию Группы армий «Юг», хотя под командованием Антонеску из румынских и немецких войск была сформирована группа армий «Антонеску». В состав группы армий вошли 3-я (генерал П. Думитреску) и 4-я (генерал Н. Чуперка) армии, а также II корпус (генерал Н. Мачичи) и 11-я пехотная дивизия. До середины августа 1941 года румынские войска наступали на территории Бессарабии и Северной Буковины.
6 августа 1941 года Антонеску был награждён германским Рыцарским крестом Железного креста. В 1941—1942 годах он непосредственно возглавлял также и Военное министерство. Для управления оккупированными землями Антонеску учредил три губернаторства: Бессарабия, Буковина и Транснистрия (Приднестровье).
С 21 августа 1941 года И. Антонеску становится маршалом.
После взрыва 22 октября 1941 года, уничтожившего штаб румынских войск в Одессе, Антонеску приказал расстрелять за каждого убитого офицера 200, а за каждого солдата — 100 заложников. Всего по этому приказу было убито 25 тысяч жителей Одессы.
Кроме того, по его прямым указаниям проводились этнические чистки, высылки евреев в концлагеря и создание еврейских гетто, население которых планомерно уничтожалось. Считается, что силами румын было убито более 300 тысяч евреев.
В январе 1942 года прибывший в Бухарест В. Кейтель потребовал от Антонеску увеличения численности румынских войск на советско-германском фронте, после чего летом 1942 года была проведена вторая мобилизация, а в сентябре 1943 года — третья.
Значительная часть румынских войск была направлена под Сталинград, где понесла тяжелейшие потери в Сталинградской битве, в ходе которой были разбиты 18 из 22-х румынских дивизий. Большое количество румынских солдат и офицеров попали в советский плен, тысячи из них скончались. Последние выжившие румынские военнопленные вернулись на родину только в 1956 году.
Общие безвозвратные потери Румынии за 1941—1944 годы на Восточном фронте Второй мировой войны составили 475 070 военнослужащих.
Огромные потери румын под Сталинградом и рост дезертирства вынудили Антонеску начать мероприятия по подготовке к выходу Румынии из войны (осуществление переговоров было поручено Михаю Антонеску). Тем не менее, на встрече с Гитлером 12—13 апреля 1943 года Антонеску удовлетворил все его экономические требования.
Вместе с тем имели место неоднократные попытки румынского правительства найти возможности для сепаратного мира. В начале 1943 года Антонеску разрешил своим дипломатам связаться с британскими и американскими дипломатами в Португалии и Швейцарии, чтобы выяснить, может ли Румыния подписать перемирие с западными державами. Румынским дипломатам сообщили, что это невозможно до тех пор, пока перемирие не будет подписано с Советским Союзом, возможность чего Антонеску категорически отверг.

### Свержение и казнь

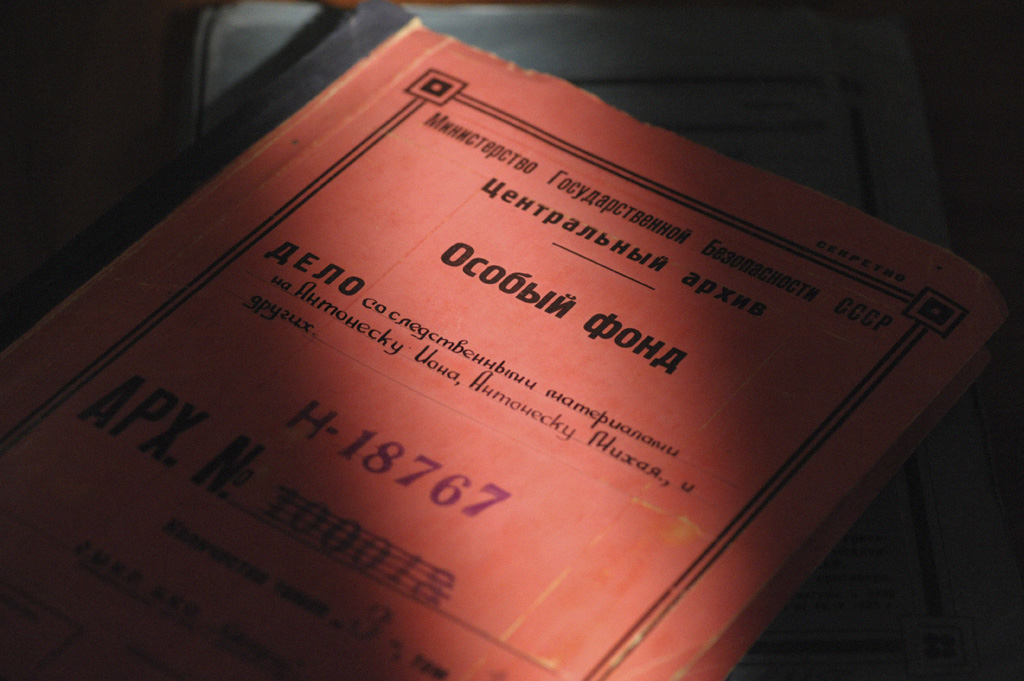
Дело Антонеску в Центральном архиве ФСБ России

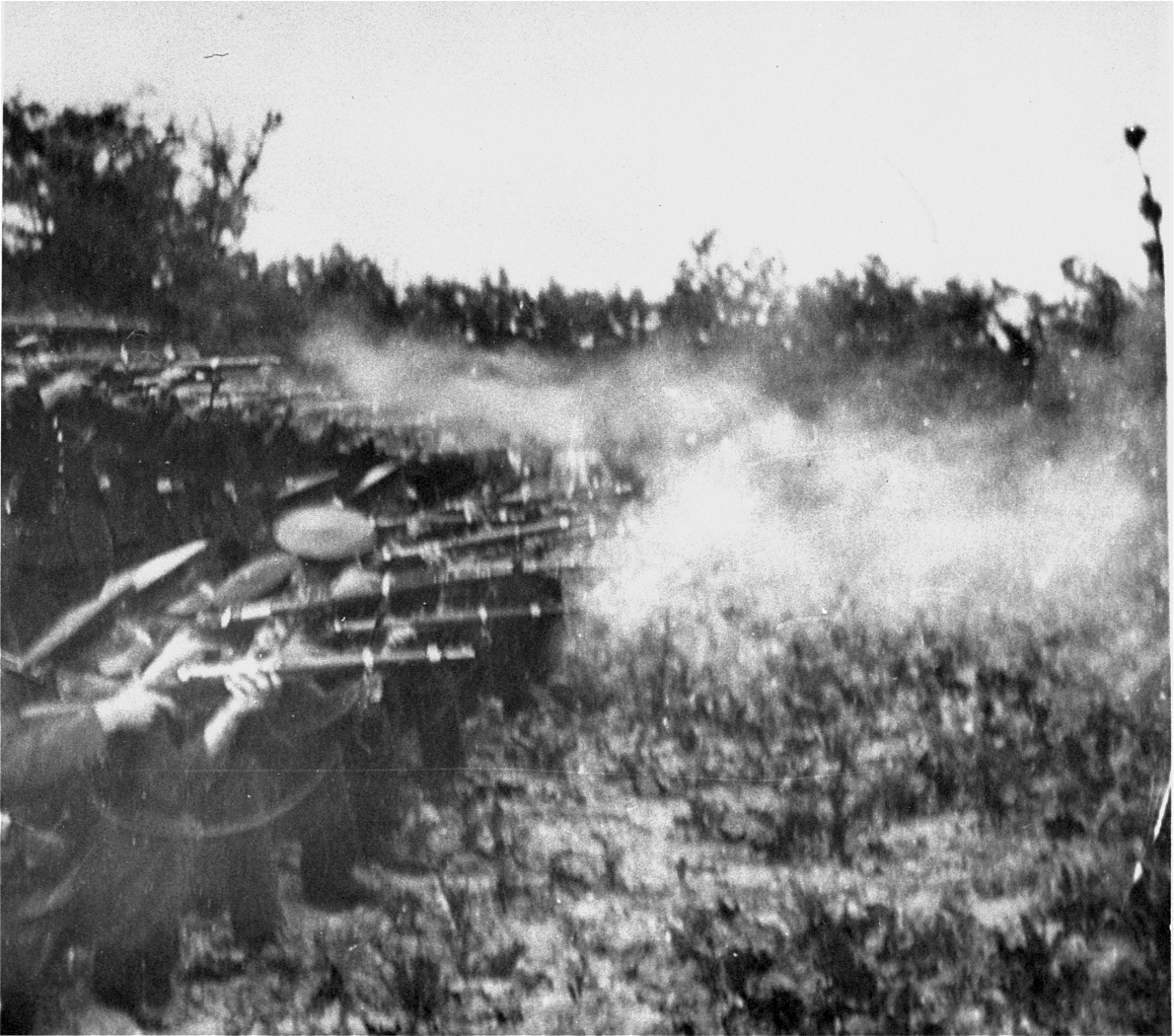
Расстрел Антонеску, 1 июня 1946

24 марта 1944 года советские войска вступили на территорию Румынии, а в августе 1944 года в ходе Ясско-Кишинёвской операции нанесли тяжёлое поражение немецким и румынским войскам. В Румынии началось восстание под руководством коммунистов. 23 августа 1944 года Антонеску был вызван Михаем I во дворец, где король потребовал от него немедленного заключения перемирия. Антонеску начал отказываться, предложив закрепиться на линии Фокшаны-Нэмолоаэ-Галац, а также заявив, что о перемирии необходимо за 15 дней предупредить союзника — Германию. После этого в Румынии произошёл санкционированный королём переворот, в ходе которого Ион Антонеску был арестован майором Антоном Думитреску. Новым премьер-министром объявлен генерал Константин Сэнэтеску, 24 августа Румыния объявила о своём выходе из войны, а 25 августа объявила войну Германии.
В ночь после ареста Антонеску был передан представителям компартии, которые держали его и ряд приближённых на конспиративной квартире, а 31 августа передали представителям советского командования, которые отправили его в СССР. В Москве Антонеску содержался в 118-й камере Лубянской тюрьмы. В апреле 1946 года Антонеску был передан румынскому коммунистическому правительству. Тем временем в Румынии был созван Первый Румынский народный трибунал, в число обвиняемых бывших военных преступников или пособников режима Антонеску, кроме него самого, были включены ещё 24 человека. Суд начался 10 мая 1946 года и длился всего одну неделю.
17 мая 1946 года Антонеску был приговорён румынским судом в Бухаресте к смертной казни через расстрел как военный преступник. Кроме него, к смертной казни из 25 обвиняемых были приговорены ещё 13. В последнем слове на суде Антонеску отверг предъявленные ему обвинения и сказал: «Требую для себя смертного приговора, от прошения о помиловании отказываюсь». 1 июня в 18:06 по местному времени маршал Антонеску был расстрелян в лесу недалеко от Жилавской тюрьмы, где он содержался в ожидании исполнения приговора. Перед казнью Антонеску потребовал, чтобы приговор привели в исполнение солдаты, а не жандармы, как это было принято в отношении обычных преступников. Когда ему отказали, крикнул: «Канальи! Канальи!». Но власти всё же приняли во внимание высокий статус приговорённого к смерти бывшего главы государства, предоставив Антонеску редкое право самому командовать собственным расстрелом: он сам подал знак для залпа, подняв для этого свою шляпу.
Вместе с ним были казнены Г. Алексяну, К. Василиу и М. Антонеску. Процесс расстрела был заснят на киноплёнку.

## Попытки реабилитации

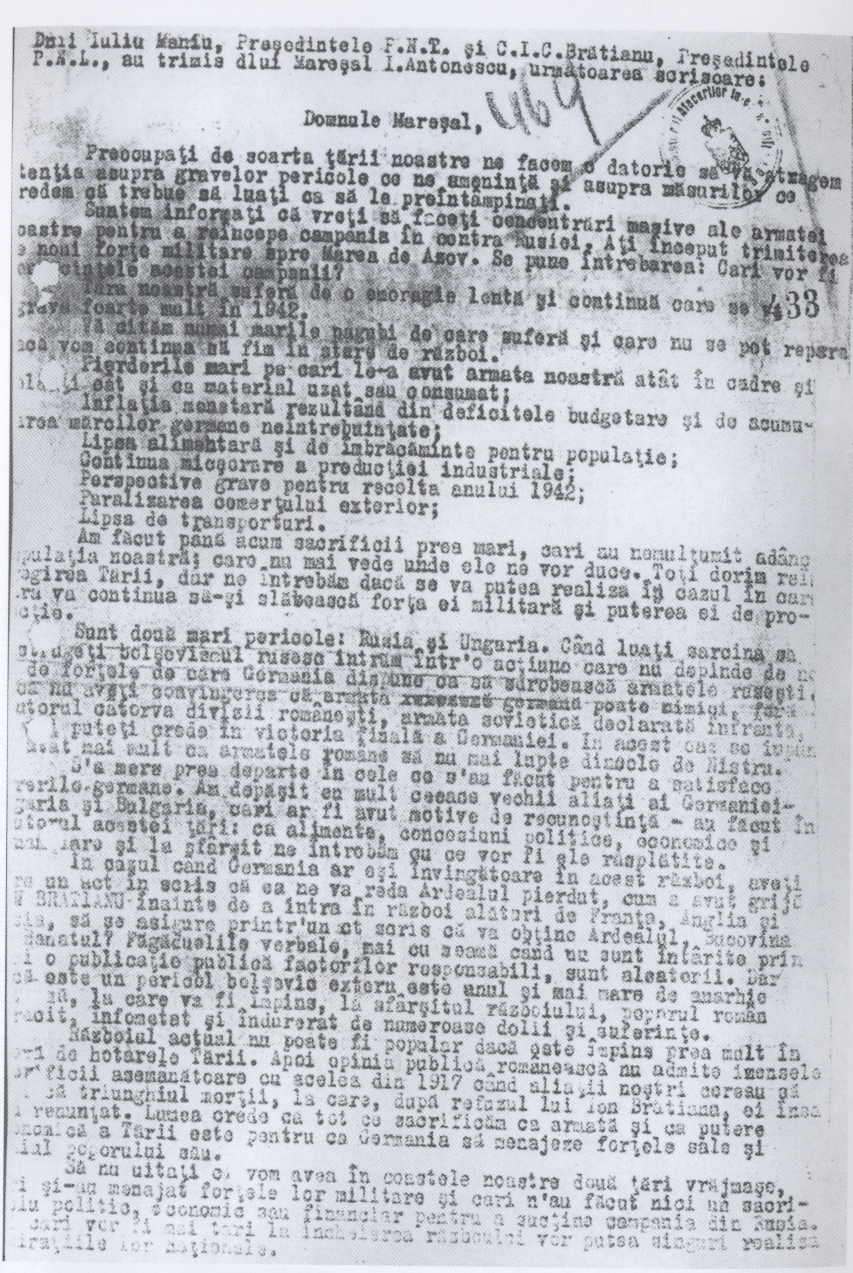

5 декабря 2006 года Апелляционный суд Бухареста вынес решение, которое частично освобождает И. Антонеску, руководившего Румынией с 1940 по 1944 год, от ответственности за союз с нацистской Германией в войне против Советского Союза. В частности, он признал Антонеску и других членов его правительства невиновными в преступлениях против мира, так как, по мнению суда, война Румынии против СССР была «превентивно-оборонительной» и «юридически оправданной» существованием на румынско-советской границе «постоянного и неизбежного чрезвычайного положения». «Война за освобождение Бессарабии и Северной Буковины», — как была названа первая фаза участия Румынии в войне, — признана «легитимной» с 22 июня 1941 года «до устранения советской военной угрозы». В мае 2008 года Высокий кассационный суд Румынии отменил это решение.

## Увековечение памяти
Во время Великой Отечественной войны в честь Йона Антонеску в октябре 1941 года был назван Одесский порт, а в Ростове-на-Дону — первый высоководный автомобильный мост через Дон, который построили во время повторной оккупации города. «Мост маршала Антонеску» просуществовал до освобождения города 14 февраля 1943 года, когда был разрушен. На его опорах был построен новый мост.
29 сентября 2010 в посёлке Кодру (Молдавия), находящемся в составе муниципии Кишинёв, местный совет большинством голосов принял решение дать название «Вилла Антонеску» улице, на которой находился дом, где останавливался румынский маршал. По словам местного мэра, данная инициатива принадлежит жителям улицы, а решение не окончательное.
В румынском городе Сату-Маре его именем названа улица.